# Лакиарела
Лакиарѐла (на италиански: Lacchiarella, на западноломбардски: la Ciarèla, ла Чарела) е градче и община в Северна Италия, провинция Милано, регион Ломбардия. Разположено е на 99 m надморска височина. Населението на общината е 8480 души (към 2010 г.).